# Dignāga
Dignāga, indijski budistični učenjak. * 480, Simhavakta, Indija, † 540, Indija.
Dignāga se je rodil v južni indijski družini Brahmin v Simhavakti pri Kanchipuramu. V zgodnjih letih je bil njegov duhovni učitelj Nagadatta iz šole Pudgalavada. Pozneje so ga izključili in takrat je postal študent Vasubandhuja.
Dignagajeva dela so položila temelje za razvoj deduktivne logike v Indiji in s tem ustvarila sistem Budistične logike in epistemologije. Geourges B. Dreyfus verjame, da je njegova filozofska šola Indijo pripeljala do "epistemološkega preobrata" in postala temelj izražanja budistične logike in epistemologije v Indiji in Tibetu. S svojimi deli je vplival na kasnejše budistične filozofe, kot so Dharmakirti in drugi hindujski misleci šole Nyaya.
Dignāgajeva epistemologija je sprejela le »pratyaksha« in »sklepanje« (anumāṇa), ki sta veljavna orodja znanj. Uvedla je tudi splošno teorijo »izključevanja« (apoha). Njegovo delo o jeziku ter sklepanju in zaznavanju, je močno vplivalo na poznejše indijske filozofe. Po mnenju Richarda P. Hayesa, je poznavanje nekaterih Dignagovih argumentov in zaključkov nepogrešljivo za vsakogar, ki želi razumeti zgodovinski razvoj indijske misli.

## Filozofija
Dignāga zrelo filozofijo razloži v svojem velikem delu (magnum opus) Pramāṇa-samuccaya. V prvem poglavju, je Dignāga zapisal: Zaznava in sklepanje sta edina načina, da pridemo do vednosti. Obstajata le ta dva načina, saj lahko spoznamo le dva atributa; ne obstaja namreč noben drugi spoznavni predmet, razen posamičnosti in splošnosti. Pokazal bom, da je predmet zaznave posamični vidik, predmet mišljenja pa splošni vidik. (Pramāṇa-samuccaya, po Vörös, s. 90)
Torej sta le dve "veljavni spoznanji" (pramāṇa): (1) "zaznavanje" ali "občutek" (pratyaksha); to je neposredno prvo spoznanje predmeta, kjer se zavedamo posamičnosti, enkratnosti in neponovljivosti ter (2) "sklepanje" ali "razlaganje" (anumāṇa), kjer klasificiramo, kategoriziramo in strukturiramo v splošnosti. To je znamenita teorija dveh resničnosti: (1) temeljna je neubesedljiva, predočena iz golih danosti in (2) pogojena ali konvencionalna resničnost popredmetenih podob določljivimi s časom, prostorom in čutnimi kvalitetami.
Poimenovanje je tisti preskok med obema resničnostma, ki iz poznavanja podatkov, ki jih veže vzročnost, pretvori vednost v razumno, jezikovno in konceptualno celoto. Ta tradicionalna epistemološka teorija je bila v nasprotju s šolo Nyaya, ki je sprejela druga sredstva znanja, kot je Upamāna (primerjava in analogija).

### Pratyaksha
Pratyaksha je prvo zavedanje podatkov in podrobnosti, ki jih pridobivamo s čutili. Za Dignāga je zaznava v naprej oblikovana nejasna čutna informacija.
V drugem poglavju svojega velikega dela je zapisal, da je občutek brez strukture. Struktura nastane šele, ko surove podatke združimo v zapletenejše kombinacije, jih primerjamo s preteklimi izkušnjami, jim dajemo imena, jih razvrščamo glede na  splošne lastnosti (samanyalaksana) in tako naprej. Ta proces imenuje "kalpana" (urejanje, strukturiranje). Ta kognitivni proces je že različen od občutka/zaznave (pratyaksha), od preprostega spoznanja, ki sicer dojema npr: zeleno barvo ali občutek trdote, a nikakor ne morejo do makroskopskega predmeta, npr.: jabolko, ki je vedno sinteza višje ravni. Za Dignāga je občutek tudi prepočasen. A hkrati velja: "Nemogoče je, da bi bil predmet zavesti sam po sebi napačen, kajti napačna vsebina je le vsebina napačne razlage v umu." 

### Anumana
Anumana (sklepanje ali razlaganje) je za Dignāga vrsta spoznanja, ki se zaveda splošnih lastnosti in je zgrajena iz preprostejših občutkov. Osrednje vprašanje, ki se je nanašalo na Dignāga, je bilo razlaga znakov (lingam) ali dokazov (hetu), ki so pripeljali do sklepa (anumana) o stanju zadev; na primer, kako dim lahko povzroči, da obstaja ogenj. Ta tema svārthānumāna (sklepanje samega sebe) je predmet drugega poglavja Pramāna-samuccaja, medtem ko je tema tretjega poglavja sklepanje drugih (parārthamnāna).

### Apohavada in jezik
Dignāga je upošteval razlago konvencionalnih in simbolnih znakov, kot so besede in stavki človeškega jezika, za posebne ali običajne primere splošnih načel sklepanja ali anumane. V petem poglavju svojega velikega dela (Pramāṇa-samuccaya) postavi več vprašanj v zvezi z jezikom in njegovim odnosom do sklepanja. 

## Dela
Hayes pri preučevanju temeljnih del Dignāge omeni, da so prvotni izvodi uničeni, tibetanski in kitajski prevodi, pa kažejo vpliv prevajalcev, zato niso zanesljivi. Tako učenjaki Dignago prebirajo skozi prevode Dharmakirtija in indijsko-tibetanskih prevajalcev. Ker je težko ločiti Dignaga in Dharmkirtija, se zanašamo na komentatorje, kot sta Fyodor Stcherbatsky in S. Mookerjee.
V svojem velikem delu (magnum opus) Pramāṇa-samuccaya, je Dignāga preučil zaznavanje, jezik in sklepanje. Zaznavanje predstavlja kot golo/čisto spoznanje, brez konceptualizacije, jezik pa vidi kot koristne fikcije, ustvarjene s procesom izključevanja (Apoha). 
Druga dela:
- Kolo razuma (Hetucakra) je njegovo prvo delo, ki obravnava formalno logiko. Ta se lahko obravnava kot most med starejšo doktrino trairūpya in Dignāgovo kasnejšo teorijo o viapti, ki je koncept, povezan z zahodnim pojmovanjem.
- Alambana-parīkṣā, (Razprava o predmetih spoznavanja) in njegov avto-komentar (vrtti).
- Abhidharmakośa-marma-pradīpa – povzetek  Vasubandhuvega dela Abhidharmakosha
- Povzetek Mahayana Aṣṭasāhasrika-prajñāpāramitā sūtra
- Trikāla-parikṣa, (Razprava o treh časnostih)
- Nyāya-mukha (Uvod v logiko)

## Tradicija in vpliv
Dignāga štejemo za ustanovitelja tradicije budistične logike, zato se ta šola včasih imenuje tudi "šola Dignāge" ali "šola Dignāga-Dharmakīrti". V tibetanskem jeziku se pogosto imenujejo »tisti, ki sledijo sklepanju«  (tibetantsko: rigs pa rjes su brang ba).  V sodobni literaturi je pogosto poimenovana kot  Epistemološka šola (pramāṇavāda).
Budistični filozofi, ki so pisali na podlagi dokazov (pramani):
- Dharmakīrti (7. stoletje)
- Jinendrabuddhi
- Dharmapala iz Nalande
- Santabhadra
- Śāntarakṣita (725-788)
- Dharmottara (8. stoletje)
- Prajnakaragupta
- Samkarananda
- Ratnākaraśānti (1000)
- Jñanasrimitra (975-1025)
- Ratnakīrti (11. stoletje)

To logiko in epistemologijo, so v Tibetu širili misleci, kot sta Cha-ba (1182-1251) in Sakya Pandita (1182-1251).
Dignaga je vplival tudi na ne-budistične sanskrtske mislece. 
V stoletjih po Dignāgovem delu so bila na videz skoraj vsa filozofska vprašanja preoblikovana v epistemološka. To pomeni, da je dolžnost filozofa, da svojo trditev potrdi z v celoti razvito teorijo.